# محمد عيسى (لاعب كرة قدم كويتي)
محمد عيسى (22 سبتمبر 1980 -)، لاعب كرة قدم كويتي سابق.
وكان يلعب مع نادي العربي الكويتي، وفي موسم 2007/2008 أعير إلى نادي النصر الكويتي.
وقد كان مع منتخب الكويت لكرة القدم في كأس الخليج 2002.